# Ogden (Karolina Północna)
Ogden – jednostka osadnicza w Stanach Zjednoczonych, w stanie Karolina Północna, w hrabstwie New Hanover.